# 김준선 (축구 선수)
김준선(한국 한자: 金埈宣, 1996년 7월 3일~)은 대한민국의 축구 선수이며, 포지션은 윙어를 담당하고 있다.